# Радула Ліндберга
{{#ifeq:0|0|{{#if:Radula lindbergiana|{{#if:|[[]}}|[[]]}}}}
Радула Ліндберга (Radula lindbergiana) — вид печіночників порядку бококолосальних (Porellales).

## Поширення
Батьківщиною є Європа, Азія.